# دنكان أوتون
دنكان أوتون (بالإنجليزية: Duncan Oughton)‏، من مواليد 14 يونيو 1977، لاعب كرة قدم نيوزلندي.
يلعب مع نادي كولومبوس كرو.
بدأ باللعب مع منتخب نيوزلندا لكرة القدم في عام 2002.

## روابط خارجية
- دنكان أوتون على موقع الاتحاد الدولي (مؤرشف)  (الإنجليزية)
- دنكان أوتون على موقع الدوري الأمريكي (الإنجليزية)
- دنكان أوتون على موقع قاعدة بيانات كرة القدم.إي يو (الإنجليزية)
- دنكان أوتون على موقع ناشيونال فوتبول تيمز (الإنجليزية)
- دنكان أوتون على موقع Soccerway.com (الإنجليزية)
- دنكان أوتون على موقع عالم كرة القدم.نت (الإنجليزية)